# سيليست رودريغوس
سيليست رودريغوس (بالبرتغالية: Celeste Rodrigues‏) هي مغنية برتغالية، ولدت في 14 مارس 1923 في فونداو في البرتغال، وتوفيت في 1 أغسطس 2018 في لشبونة في البرتغال بسبب سكتة.

## وصلات خارجية
- سيليست رودريغوس على موقع IMDb (الإنجليزية)
- سيليست رودريغوس على موقع ميوزك برينز (الإنجليزية)
- سيليست رودريغوس على موقع ديسكوغز (الإنجليزية)